# 2030年札幌オリンピック構想
2030年札幌オリンピック構想（2030ねんさっぽろオリンピックこうそう）は、札幌市が主体となって招致に取り組んでいた、2030年冬季オリンピック構想である。
札幌市は2014年より冬季オリンピックの招致活動を開始した。当初は2026年冬季オリンピックの招致を予定していたが、2018年9月に2026年大会の招致を断念し2030年大会の招致構想に変更。2023年10月には2030年大会の招致も断念し2034年以後の招致を目指すとしたが、2023年12月、招致活動の「停止」を宣言した。
2021年11月に札幌市が発行した開催概要計画（案）では、大会の名称は「2030北海道・札幌オリンピック・パラリンピック冬季競技大会」とされていた。「北海道」が冠されているのは、全道を挙げた招致をアピールする目的からである。

## 招致及び計画検討の経緯
札幌市は過去に1972年冬季オリンピックを開催した経験がある。また、1940年大会の開催も決定していたが開催権を返上した経緯があるほか、1968年大会、1984年大会にも立候補したが開催地投票で落選している。
21世紀に入り2003年頃から自民党や地元経済界から札幌市への夏季オリンピック招致の要望が高まり、2016年または2020年大会の開催を目標として2005年3月には札幌市議会・北海道議会が招致決議案を可決。札幌市の試算では総経費1.83兆円が見積もられ上田文雄札幌市長（当時）は財政再建を優先し招致に難色を示し、2005年には市民1万人アンケートにて賛成33.3%・反対35.3%で僅かに反対派が上回ったこともあり2006年2月に夏季オリンピック招致見送りを表明。その後2010年には竹田恆和日本オリンピック委員会会長（当時）が札幌市に2017年アジア冬季競技大会への立候補を依頼した際に1972年冬季オリンピックの話題にもなりオリンピック招致への意欲が見られたことや、また夏季大会と比較して開催経費が少ないこともあり冬季オリンピックの再招致を目指す流れとなった。

### 2026年大会の招致構想と2030年大会への目標変更
2013年9月25日、上田市長が札幌市議会において、札幌オリンピック招致の調査費を2014年度予算に計上する意向を明らかにした。
2014年11月6日、札幌市議会が「2026年冬季オリンピックの札幌招致に関する決議」を賛成多数で可決した。また、10月に行われた市民1万人アンケートで66.7%が賛意を示したことや、札幌商工会議所も招致を求めたことなども受け、11月27日、上田文雄市長は市議会で2026年冬季オリンピックの招致を正式に表明した。
2016年7月7日、北海道議会が「2026年冬季オリンピック・パラリンピック競技大会の北海道招致に関する決議」を可決した。同年10月6日に公表された開催概要計画において「2026北海道・札幌オリンピック・パラリンピック冬季競技大会」という呼称が採用された。同年11月8日、札幌市は日本オリンピック委員会（JOC）に開催提案書を提出した。
2017年11月9日、JOCは2026年冬季オリンピックの国内候補地の公募を締め切った。国内からは札幌市だけが立候補した。2018年3月末、国際オリンピック委員会（IOC）が2026年大会の立候補に向けた「対話ステージ」募集を締め切り、日本を含む7か国が参加することになった。
しかし、2018年平昌（韓国）、2022年北京（中国）に続けて、3大会を連続してアジアで開催するのは厳しいと予想されたことや、2030年度末に予定されていた北海道新幹線の札幌延伸が前倒しされ、2030年大会に間に合う可能性が出てきたことから、2018年5月14日、秋元克広札幌市長がJOCの竹田恆和会長（当時）に面会し、招致ターゲットを2030年冬季大会に変更する意向を伝達した。さらに、同年9月6日に北海道胆振東部地震が発生したため、招致活動が困難になったとして、9月17日、札幌市の町田隆敏副市長とJOCの竹田会長はIOCのトーマス・バッハ会長とスイスのローザンヌで面会し、2026年大会の招致断念と、2030年大会招致への切り替えを通達した。

### 2030年大会の招致
2020年1月29日、JOCは、札幌市を2030年冬季大会の国内候補地として正式決定した。
2021年11月、開催概要計画（案）が公表された。
- 施設整備費合計：800億円（うち、札幌市実質負担額450億円）
- 大会運営費試算：2,000 - 2,200億円

2022年11月、北海道・札幌2030オリンピック・パラリンピック冬季競技大会概要（案）更新版が公開された。
- 施設整備費合計：770億円（うち札幌市実質負担額490億円）
- 大会運営費試算：2,200 - 2,400億円

2022年9月8日、「北海道・札幌2030オリンピック・パラリンピック 冬季競技大会に向けて」と題して秋元克広札幌市長とJOC山下泰裕会長が共同声明を発表した。
2022年12月6日、IOCが2030年大会の開催地を2023年に実施する第140次IOC総会で決定しないことを公表した。

### 概要
大会開催概要計画やIOCへの提出書類の検討・作成のために複数の業務を発注しており、所管部署は札幌市スポーツ局招致推進部調整課となっていた。なお、オリンピック招致委員会（Olympic Games Bid Committee）は発足しなかった。「札幌、北海道はもとより全国、さらには世界に向けて、大会の開催意義や価値を伝え、多くの理解と共感を得ながら、オールジャパンで招致機運を高めることを目的」として、札幌市はJOCとともに「北海道・札幌2030オリンピック・パラリンピックプロモーション委員会」を設立していた。

### 札幌市による大会招致に関わる業務の発注状況
| 年度     | 業務名                                                             | 落札者                                        | 落札価格 （消費税及び地方消費税の額を含む）     | 備考   |
| -------- | ------------------------------------------------------------------ | --------------------------------------------- | ----------------------------------------------- | ------ |
| 2017年度 | 冬季オリンピック・パラリンピック会場整備計画検討業務               |                                               |                                                 |        |
| 2018年度 | 冬季オリンピック・パラリンピック競技大会開催概要計画検討業務       |                                               |                                                 |        |
| 2019年度 | 冬季オリンピック・パラリンピック競技大会開催概要計画検討業務       |                                               |                                                 |        |
| 2020年度 | 冬季オリンピック・パラリンピック競技大会開催概要計画検討業務       |                                               |                                                 |        |
| 2021年度 | 冬季オリンピック・パラリンピック競技大会開催概要計画検討業務       | パシフィックコンサルタンツ株式会社 北海道支社 | 落札時：106,975,000円 契約変更後：134,684,000円 | 公募HP |
| 2022年度 | 冬季オリンピック・パラリンピック競技大会開催概要計画検討・作成業務 | 株式会社ドーコン                              | 177,870,000円                                   | 公募HP |

### 令和3年度当時の検討実施体制

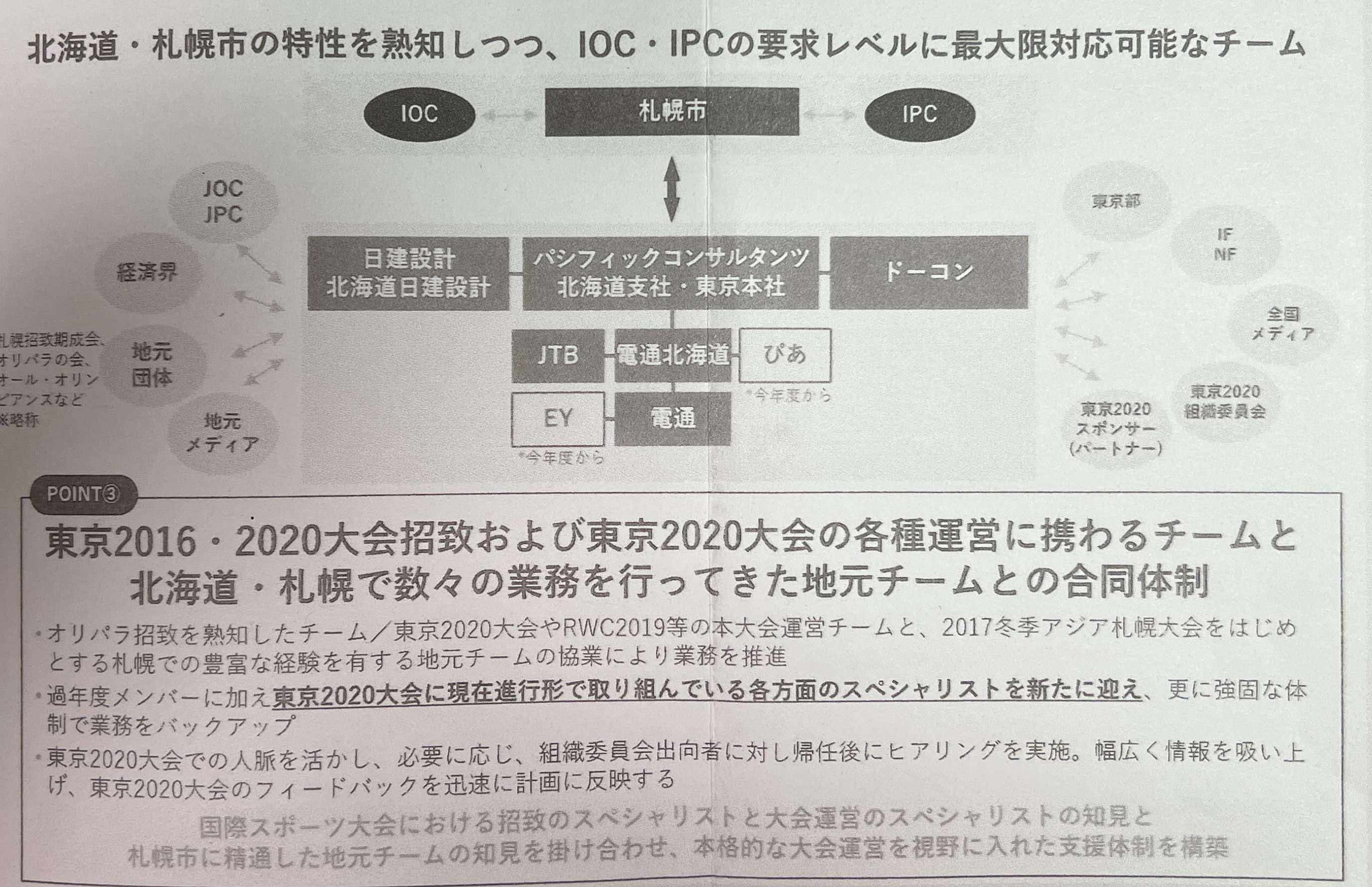
令和3年度冬季オリンピック・パラリンピック競技大会開催概要計画検討業務の企画提案書に記載された基本的な考え方と取組体制

2021年度（令和3年度）に札幌市が発注した「冬季オリンピック・パラリンピック競技大会開催概要検討業務」は建設コンサルタントのパシフィックコンサルタンツが受注している。業務計画書によると、業務実施体制にはドーコン、日建設計、北海道日建設計、電通北海道、電通、EYストラテジー・アンド・コンサルティング、スケール、JTB、ぴあが業務に参画していた。
また、企画提案書に記載された「基本的な考え方と取組体制」には、「東京2016・2020大会招致および東京2020大会の各種運営に携わるチーム」が検討に携わることが記載されていた。

### 開催スケジュール計画
開催概要計画（案）に記された2030年大会の開催スケジュールは以下の通りであった。
オリンピック
- 日数：17日
- 日程：2030年2月8日（金） - 24日（日）
- 競技数：7競技109種目

パラリンピック
- 日数：10日間
- 日程：2030年3月8日（金） - 17日（日）
- 競技数：6競技80種目

### 会場配置計画
2023年8月時点での計画（■ - オリンピック競技、▲ - パラリンピック競技、※ - 札幌市外の施設）
- 西岡バイアスロン競技場 - ■ バイアスロン、▲ パラバイアスロン／パラクロスカントリースキー
- 長野市ボブスレー・リュージュパーク（スパイラル）※ - ■ ボブスレー、スケルトン、リュージュ
- 月寒体育館 - ■ カーリング、▲ 車いすカーリング
- 新月寒体育館 - ■ アイスホッケー、▲ パラアイスホッケー
- 真駒内公園屋内競技場 - ■ アイスホッケー
- スポーツ交流施設コミュニティドーム（つどーむ） - ■ フィギュアスケート、ショートトラック
- 帯広の森屋内スピードスケート場※ - ■ スピードスケート
- 大倉山ジャンプ競技場 - ■ ジャンプ、ノルディック複合ジャンプ
- 白旗山競技場 - ■ クロスカントリースキー、ノルディック複合クロスカントリー
- ニセコエリア※ - ■ アルペンスキー（滑降、スーパー大回転、複合）、▲ パラアルペンスキー
- サッポロテイネスキー場 - ■ アルペンスキー（大回転、回転）
- 札幌国際スキー場 - ■ フリースタイルスキー／スノーボード（スロープスタイル、パラレル大回転、クロス）、▲ パラスノーボード
- さっぽろばんけいスキー場 - ■ フリースタイルスキー／スノーボード（ハーフパイプ、モーグル、エアリアル）
- 市内既存施設 - ■ フリースタイルスキー／スノーボード（ビッグエア）
- 札幌ドーム - ■▲ 開会式／閉会式／メダルプラザ
- 札幌コンベンションセンター - ■ メインプレスセンター
- 新展示場 - ■ 国際放送センター、▲ 国際放送センター（メインプレスセンターの機能を含む）
- 市営住宅月寒団地、アパホテル&リゾート〈札幌〉 - ■▲ 選手村

## 招致断念
2022年になって2020年東京オリンピックをめぐる汚職・談合問題が表面化し、地元の支持が低下したことなどを受け、2022年12月20日、札幌市と日本オリンピック委員会（JOC）は、合同記者会見において「積極的な機運醸成活動は当面休止する」と発表した。
その後も地元の支持が伸びず、また開催経費増大への不安も払拭できなかったことなどから、2023年10月11日、JOCと札幌市は、「現段階において住民の理解を十分に得ているとは言い難く、拙速に招致活動を進めることは、スポーツ及びオリンピック・パラリンピックが持つ価値そのものを損なう可能性がある」として、2030年大会の招致を断念し、2034年以後の招致を目指すと発表した。ところが、10月15日、ムンバイで開かれていたIOC総会において、2030年大会と2034年大会の開催地を同時決定することが正式に決められたため、2034年大会の招致も絶望的となった。
2023年11月29日、IOCは理事会を開き、2030年大会の最優先候補地としてフランスのオーヴェルニュ＝ローヌ＝アルプ地域圏とプロヴァンス＝アルプ＝コート・ダジュール地域圏、2034年大会の最優先候補地としてアメリカ合衆国ユタ州ソルトレイクシティをそれぞれ選び、さらに2038年大会の「優先的な対話を進める候補地」にスイスを選んだ。このため、札幌市は2034年大会招致の可能性が消滅したのみならず、2038年大会の招致も事実上絶望的となった。
2023年12月19日、札幌市は「冬季オリンピック・パラリンピック招致関係者意見交換会」を開き、2038年大会までの招致が困難となったこと、また、仮に2038年大会の招致が可能になったとしても15年先であり、そのときに札幌市がどのような課題を抱え、その解決に向けたまちづくりに対して大会の開催がどのような効果を発揮するのか見通せない、といったことを理由として、「現在の招致活動を停止する」と発表した。事実上の撤退宣言であるが、将来の招致の可能性を残すため、「撤退」や「白紙」ではなく「停止」という表現とした。
IOCは札幌を2030年大会の本命と見なしていたといわれ、2022年12月に開催地決定を先送りしたのも、東京オリンピック汚職・談合事件等により地元の支持が低迷していた札幌に時間的猶予を与えるためだったといわれている。ところが2023年2月、JOCの山下泰裕会長がIOCのトーマス・バッハ会長らと極秘会談を開いた際、2030年の招致が困難だと伝えたことにIOC側が反発したため、以後の開催地決定プロセスで日本側は事実上蚊帳の外に置かれてしまったという。
2024年7月24日にパリで開かれた第142次IOC総会において、2030年大会のフランス・オーヴェルニュ＝ローヌ＝アルプ地域圏およびプロヴァンス＝アルプ＝コート・ダジュール地域圏での開催、2034年大会のアメリカ合衆国ユタ州ソルトレイクシティでの開催がそれぞれ公式決定された。